# 維德曼山 (阿爾高阿爾卑斯山脈)
47°17′16″N 10°16′48″E / 47.28778°N 10.28000°E

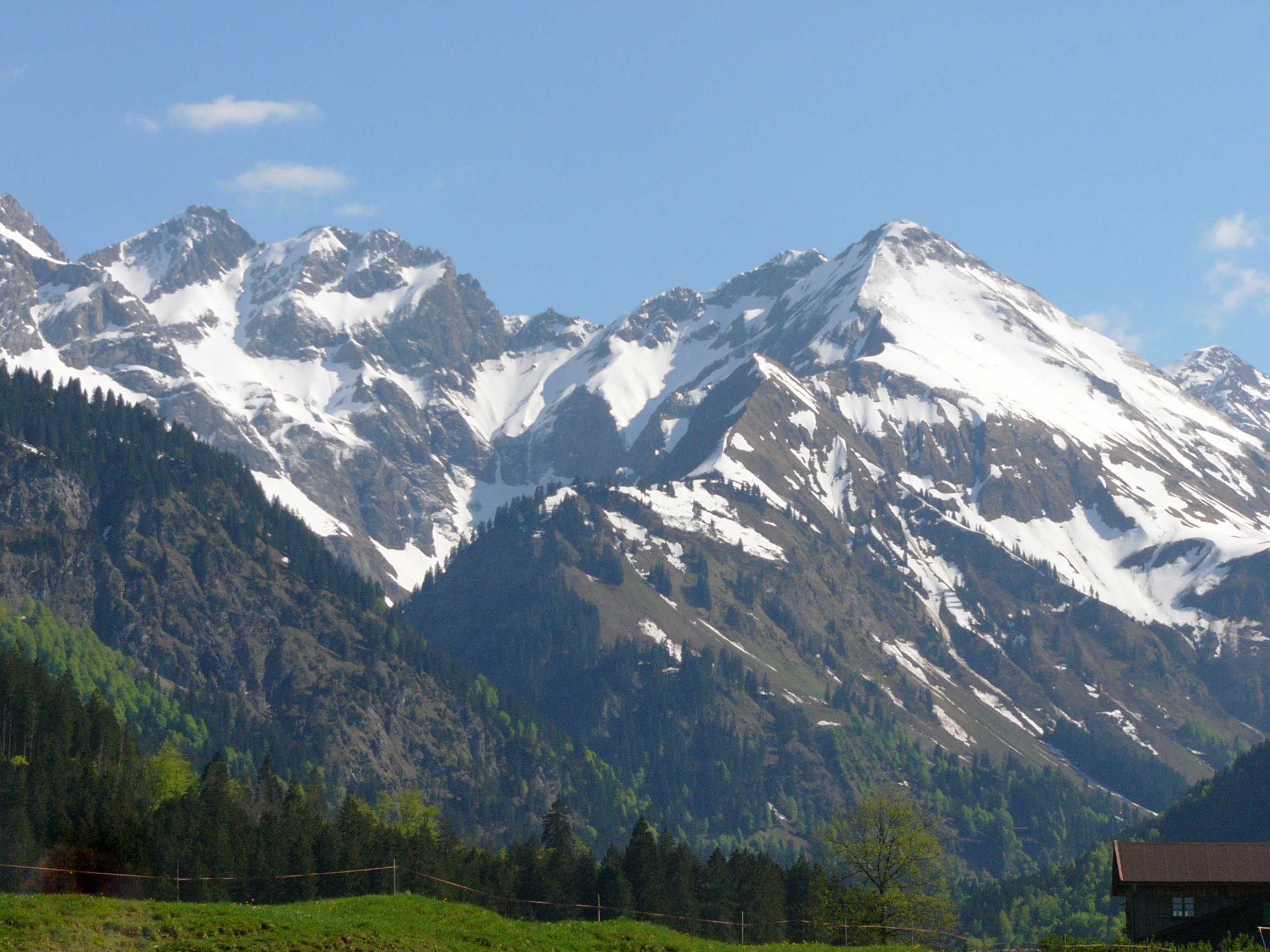

維德曼山（德語：Wilder Mann），是中歐的山峰，位於德國和奧地利接壤的邊境，屬於阿爾高阿爾卑斯山脈的一部分，距離上利赫特山0.2公里，海拔高度2,577米，每年平均降雨量1,730毫米。